# 日下敏夫
日下 敏夫（くさか としお、1904年（明治37年）6月28日 - 1999年（平成11年）8月）は、日本の海軍軍人。太平洋戦争においてほとんどの期間を潜水艦艦長として終始し、主として交通破壊戦に戦果を挙げた。最終階級は海軍中佐。

## 生涯

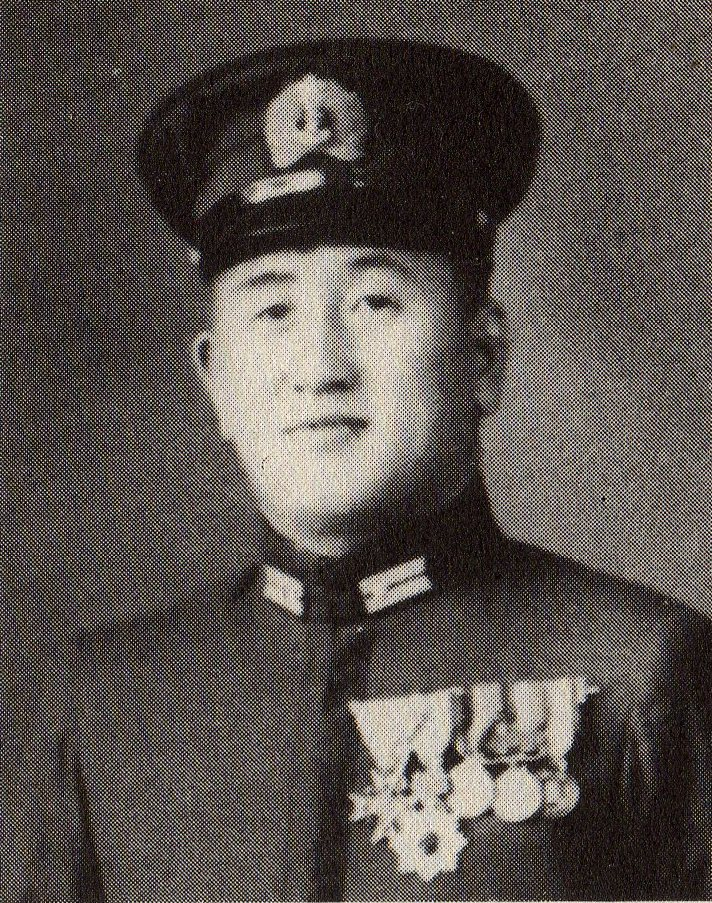
日下の同期生宇野亀雄。日下と宇野は第三十三潜水隊の同僚艦長でもあった。

日下は徳島県出身の海兵53期生である。海兵53期はワシントン海軍軍縮条約の影響で生徒数が激減したクラスで同期生は62名である。その一人が海軍青年士官運動の中心人物となる藤井斉であり、海兵53期生は10名が特別高等警察作成のブラックリストに掲載されているが、日下の名はない。1925年（大正14年）に下位の席次で海軍兵学校を卒業した。海兵53期の練習艦隊は、豪州方面に向かい、艦長の枝原百合一、高須四郎、戸塚道太郎、渡名喜守定らの幹部の指導を受けた。

### 海軍将校
「那珂」、駆逐隊、「三日月」砲術長を経て、「呂65」乗組みとなったのが潜水艦歴の始まりであった。1931年（昭和6年）、大尉に進級し、水雷学校高等科学生を履修する。兵科将校は通常であれば術科学校の高等科で士官教育を終了するが、日下は「伊57」航海長を経て潜水艦水雷長養成課程である潜水学校乙種に進んだ。潜水艦水雷長は、先任将校として潜水艦長を補佐し潜航作業を指揮する配置である。日下は「伊24」、「伊68」、「伊2」の三艦で水雷長を歴任し、内野信二などを補佐した。1939年（昭和14年）3月、少佐に進級していた日下は機雷敷設潜水艦である「伊121」潜水艦長に補され、次いで潜水学校甲種学生となる。この課程は潜水艦長を養成するものであり、ほぼ半年の期間で戦術、航海、兵器など、潜水艦長として必要な学識、力量を身につけるのである。卒業後、「呂58」潜水艦長を経てL四型二等潜水艦である「呂63」の艦長として太平洋戦争の開戦を迎えた。

### 太平洋戦争

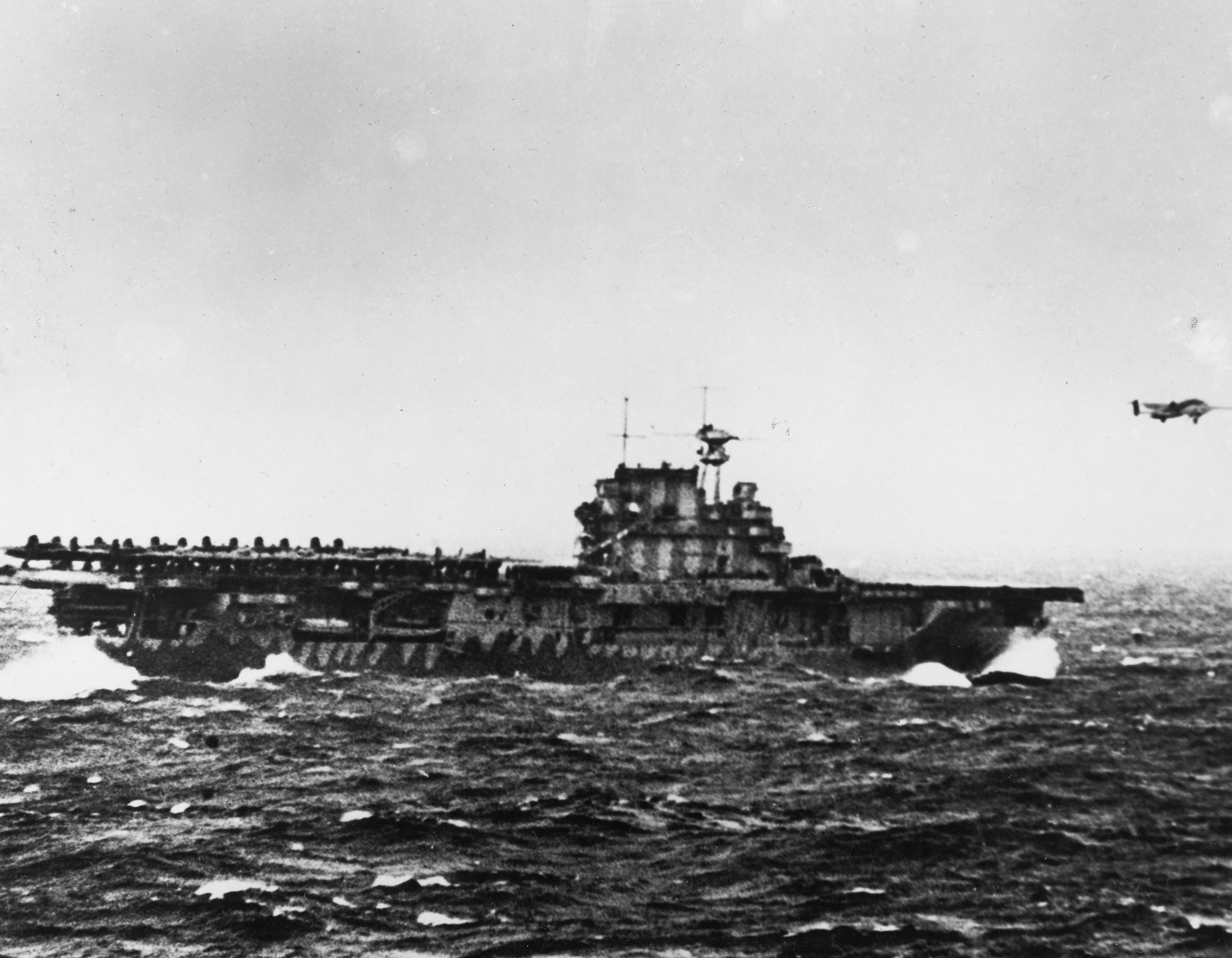
「ホーネット」を発艦するドーリットル空襲部隊。

#### 呂63潜水艦長
「呂63」は旧式潜水艦で、内南洋の警備にあたる第四艦隊（井上成美司令長官）第七潜水戦隊（大西新蔵司令官）に属す第三十三潜水隊の一艦であった。僚艦の潜水艦長には軍令部で潜水艦作戦を担当する藤森康男などがいた。真珠湾攻撃の際は僚艦とともにハウランド島の監視を行った。この島は米海軍がハワイから南太平洋へ進出する際の中継基地であった。1942年（昭和17年）3月、第三潜水戦隊（三輪茂義司令官）第十一潜水隊所属の「伊174」潜水艦長に転じる。

#### 伊174潜水艦長
4月15日に南方に出撃したが18日に東京方面が爆撃を受け、日下は米空母の追撃を命じられる。日本海軍潜水艦部隊は敵部隊を発見することはできなかったが、日下は「第一岩手丸」を発見した。「第一岩手丸」は日本に接近を図る敵部隊に備えて配置されていた監視艇隊の一隻で、米部隊に発見され機銃掃射によって損害を受けていた。日下は艇員を救助し「木曾」に送り届けている。第三潜水戦隊は27日まで哨戒配備についていたが、三輪司令官は病気のため河野千万城と交代となった。第三潜水戦隊はミッドウェー海戦に参戦し海戦中は哨戒線の変更を繰り返したが、単独任務に就いた「伊168」（田辺弥八艦長）が「ヨークタウン」を撃沈した。その後の「伊174」は南方で敵増援遮断に従い、11月に呉に帰還している。

#### 伊180潜水艦長
12月1日、新海大型の「伊180」艤装員長に補され、竣工後に初代艦長に就任する。「伊180」は第三潜水戦隊（駒沢克己司令官）所属の第二十二潜水隊に編入となり、1943年（昭和18年）4月から豪州東沿岸で交通破壊戦に従う。日下は「伊180」を率いてシドニー、ブリスベン間にあり、2隻（計4376t）を撃沈、2隻（7013t）を撃破し、またコロンバンガラ島沖海戦で撃沈された「神通」の乗員21名を救助している。潜水艦輸送においては8月4日にラエへの輸送に成功した。

#### 伊26潜水艦長

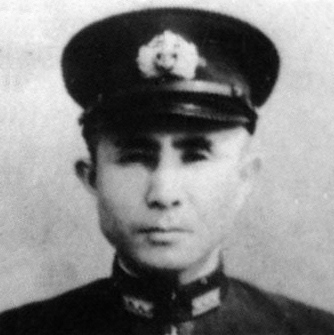
「伊26」の前任艦長横田稔。横田も戦後キリスト教に帰依する。

9月、「伊26」潜水艦長となる。「伊26」は「サラトガ」雷撃、「ジュノー」撃沈などの戦果を挙げていた武勲艦である。同艦は第八潜水戦隊（市岡寿司令官]）に編入となり、印度洋、アラビア海での交通破壊戦に従事する。日下は印度洋方面での作戦で10月28日に「ロバート・T・ホーク」（7176t）、12月31日に「トーンズ」（8054t）を各撃破、1944年（昭和19年）1月1日には「アルバート・ギャランチン」（7176t）を撃沈した。次いでアラビア海での作戦に移り、3月13日に「コリアー」（8298t）、3月21日に「グレナ」（8117t）を各撃沈、3月29日「リチャード・ホベイ」（7176t）撃破の戦果を挙げた。このほか印度国内に工作員を潜入させる作戦に従事している。この工作員は光機関が養成した印度人による印度独立、内部工作を目的としており、3回にわたって実施され、うち2回を日下の「伊26」が担当した。日下は印度の陸地近くに接近し工作員18名を潜入させている。第八潜水戦隊の先任参謀・井浦祥二郎は、成功の理由に日下の有能さも挙げている。
5月に呉に帰還した日下は、サイパン島への輸送を命じられた。マリアナ沖海戦によって空母戦力を喪失した日本海軍はマリアナ諸島の戦力増強を図り、「伊26」はサイパンに向かった。しかし航海途上で目的地はグアム島に変更され、7月9日に武器弾薬の輸送に成功する。この輸送作戦には4隻の潜水艦が従事したが、成功したのは日下の「伊26」のみである。「伊26」はさらにテニアン島からの搭乗員収容を命じられたが、同島はすでに連合国軍の重囲にあり、収容することはできなかった。日下はこのサイパン島陥落、テニアンも陥落寸前という時点での命令について海軍上層部を批判している。

#### 伊400潜水艦長

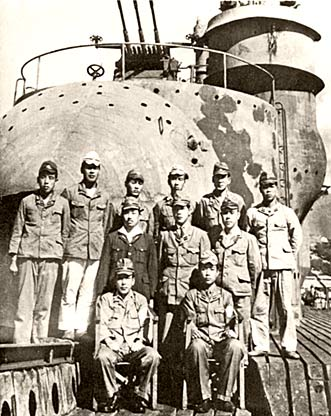
「伊400」乗員。潜水艦の未経験者が多く日下は基礎訓練を繰り返した。

日下は8月に退艦し、「伊400」潜水艦艤装員長に補される。「伊400」は常備排水量5223tという軽巡洋艦並みの巨艦で、燃料補給をせずに日本から世界中のあらゆる地点まで往復可能な航続力、また水上攻撃機「晴嵐」を3機搭載し航空偵察能力を有していた。この艦の建造を巡っては紆余曲折があったが、同型艦「伊401」（南部伸清艦長）のほか「伊13」、「伊14」と第一潜水隊を構成し、有泉龍之助司令のもとで訓練が実施された。第一潜水隊は晴嵐10機をもってパナマ運河を特攻によって破壊することを目的としていたが、沖縄戦がはじまり攻撃目標はウルシー環礁に在泊する機動部隊に変更となった。この作戦の実施予定日は1945年（昭和20年）8月17日、作戦名は嵐作戦、作戦部隊は潜水艦部隊、航空部隊を総称して神龍特別攻撃隊と名付けられた。日下は7月23日に大湊を出撃し、ウルシー環礁へ向かった。
この作戦行動では「伊13」は出撃早々に消息を絶ち、新婚の先任将校夫人は自殺している。「伊400」は8月14日にウルシー環礁付近に到達し、「伊401」との会同を図っている最中に、日本のポツダム宣言受諾を意味する電報を受け取った。日下は水雷長の進言を容れて部下に戦争終結を知らせている。「伊400」乗員は特攻を前に日本の敗戦という現実に直面したが、その後の行動は冷静なものであった。日下は無線封鎖を実施して、迂回航路をとって帰還の途についた。この航路は攻撃される可能性も考慮した日下の選択であった。米海軍部隊に拿捕され軍艦旗が星条旗に代わる際の日下は涙をこらえていたという。

### 戦後
印度洋方面での潜水艦部隊による連合国船員殺害事件についてBC級戦犯に問われ、重労働5年の判決を受けた。この事件では、印度洋での交通破壊戦に従った海軍関係者、小松輝久、三戸寿、市岡寿、井浦祥二郎、潜水艦長などが逮捕、起訴され、連合艦隊司令長官豊田副武の戦犯訴追の一因ともなった。日下はこの件に関し、「一点やましいところはない、無実だ」と自らの潔白を述べている。日下は獄中でキリスト教に帰依し、日下を中心に「伊400」乗員は戦後も長く交際を続けた。日下は人格者であり、部下に慕われていたのである。また、1947年（昭和22年）に公職追放仮指定となった。